# Batalla de Marjayoun
La batalla de Marjayoun fue una confrontación militar librada en Marjayoun cerca del río Litani (actual Líbano) en junio de 1179 entre el Reino de Jerusalén bajo Balduino IV y los ejércitos ayubíes bajo el liderazgo de Saladino. Terminó con una victoria decisiva para los musulmanes y se considera la primera de la larga serie de victorias islámicas bajo Saladino contra los cristianos. Sin embargo, el rey cristiano, Balduino IV, que estaba lisiado por la lepra, escapó por poco de ser capturado en la derrota.

## Antecedentes
En 1177, el ejército ayubí de Saladino invadió el Reino de Jerusalén desde Egipto. En ese año, el rey Balduino IV sorprendió y derrotó a las huestes sarracenas en la batalla de Montgisard.
En 1179, Saladino volvió a invadir los estados cruzados, desde la dirección de Damasco. Estableció su ejército en Banias y envió fuerzas de asalto para saquear aldeas y cultivos cerca de Sidón y las zonas costeras. Los granjeros y la gente del pueblo empobrecidos por los asaltantes sarracenos no podrían pagar el alquiler a sus señores francos. A menos que se detuviera, la política destructiva de Saladino debilitaría el reino cruzado.
En respuesta, Balduino IV trasladó su ejército a Tiberíades en el Mar de Galilea. Desde allí marchó hacia el norte-noroeste hasta la fortaleza de Safed. Continuando en la misma dirección, llegó al castillo de Torón (Tebnine), a unas 13 millas (21 km) al este-sureste de Tiro. Junto con los caballeros templarios dirigidos por Eudes de Saint-Amand y una fuerza del Condado de Trípoli dirigida por el conde Raimundo III, Balduino IV se movió hacia el noreste.

## La batalla
El Reino de Jerusalén todavía esperaba una oportunidad para atacar a Egipto, pero no eran lo suficientemente fuertes. En 1178, se construyó una fortaleza en el Vado de Jacob, un puesto fronterizo al norte del lago Tiberíades, llamado por los eruditos árabes Beit el-Ahzan, como un puesto de defensa y una base desde la cual se podrían realizar ataques en el futuro. En las fronteras, los castillos y puestos estaban ahora bajo el mando de las feroces órdenes militares religiosas. Durante el verano de 1179, una severa sequía se apoderó del Levante, mientras estallaban escaramuzas menores. Saladino ofreció pagar a los cruzados cien mil dinares a cambio de detener las incursiones y desmantelar el castillo en el Vado de Jacob, pero los cruzados se negaron y se reanudaron las hostilidades.
Desde el lado este de la cordillera costera, los cruzados vieron a lo lejos las tiendas de Saladino. Balduino IV y sus nobles decidieron descender a la llanura y atacar de inmediato. A medida que el ejército franco avanzaba cuesta abajo, las tropas montadas pronto superaron a los soldados de infantería. Después de unas pocas horas de retraso, el ejército cruzado se volvió a reunir, luego se encontró y derrotó fácilmente a las fuerzas de asalto sarracenas, que regresaban de sus incursiones.
Creyendo que habían ganado la batalla, los francos bajaron la guardia. Los caballeros de Raimundo y los templarios de Eudes se trasladaron a un terreno elevado entre Marjayoun y el río Litani. La infantería cruzada descansó de su marcha apresurada más temprano ese día.
De repente, el ejército principal de Saladino atacó a los cruzados, derrotándolos gravemente. Los observadores de la época culparon de la derrota a Eudes, quien fue capturado en la batalla. El rey Balduino IV apenas escapó de la captura; incapaz de montar a caballo debido a su enfermedad paralizante, un caballero lo llevó a un lugar seguro mientras su guardaespaldas se abría paso entre los sarracenos. Muchos supervivientes francos de la lucha huyeron para refugiarse en el castillo de Beaufort (Qala'at ash-Shaqif Arnoun) a unas 5 millas (8,0 km) al suroeste del campo de batalla.

## Consecuencias
Un relato sugiere que los templarios atacaron la fuerza principal de Saladino por su cuenta, en lugar de retroceder, advertir al rey y luchar con él. El arzobispo Guillermo de Tiro, culpó a las acciones imprudentes de los templarios por la derrota, como él mismo afirmó. Sin embargo, los templarios no eran súbditos del rey y seguían sus propias políticas y estrategias.
Para el propio rey, la batalla reveló el deterioro de su estado físico; ya no podía comandar sus ejércitos a caballo. Saladino pudo explotar su victoria, sitiando la nueva fortaleza franca en el Vado de Jacob y destruyéndola en agosto de 1179 EC. Saladino inmediatamente aprovechó su victoria al destruir la fortaleza recién construida de Le Chastellet en la batalla del Vado de Jacob. En los años posteriores a Marj Ayyun, los líderes francos se volvieron más cautelosos y las siguientes dos campañas notables, la batalla de la fortaleza de Belvoir (1182) y la batalla de Al-Fule (1183) fueron de naturaleza estrictamente defensiva.